# Sazeret
Sazeret ist eine französische Gemeinde mit 140 Einwohnern (Stand: 1. Januar 2022) im Département Allier in der Region Auvergne-Rhône-Alpes. Sie gehört zum Arrondissement Montluçon und zum Kanton Commentry.

## Geographie
Sazeret liegt in der Landschaft Bocage Bourbonnais, rund 26 Kilometer östlich von Montluçon.

### Nachbargemeinden
Umgeben ist Sazeret von den Nachbargemeinden Chappes im Norden, Deux-Chaises im Osten und Nordosten, Saint-Marcel-en-Murat im Osten und Südosten, Montmarault im Süden, Saint-Bonnet-de-Four im Südwesten sowie Saint-Priest-en-Murat im Westen und Nordwesten.

## Bevölkerungsentwicklung
| Jahr      | 1962 | 1968 | 1975 | 1982 | 1990 | 1999 | 2006 | 2013 | 2019 |
| Einwohner | 299  | 261  | 228  | 188  | 153  | 149  | 156  | 165  | 143  |

## Wirtschaft und Infrastruktur
Durch die Gemeinde führt die Route nationale 79.

## Sehenswürdigkeiten
- Kirche Saint-Laurent aus dem 12./13. Jahrhundert, seit 1935 Monument historique
- Schloss Sauzeret aus dem 15./16. Jahrhundert

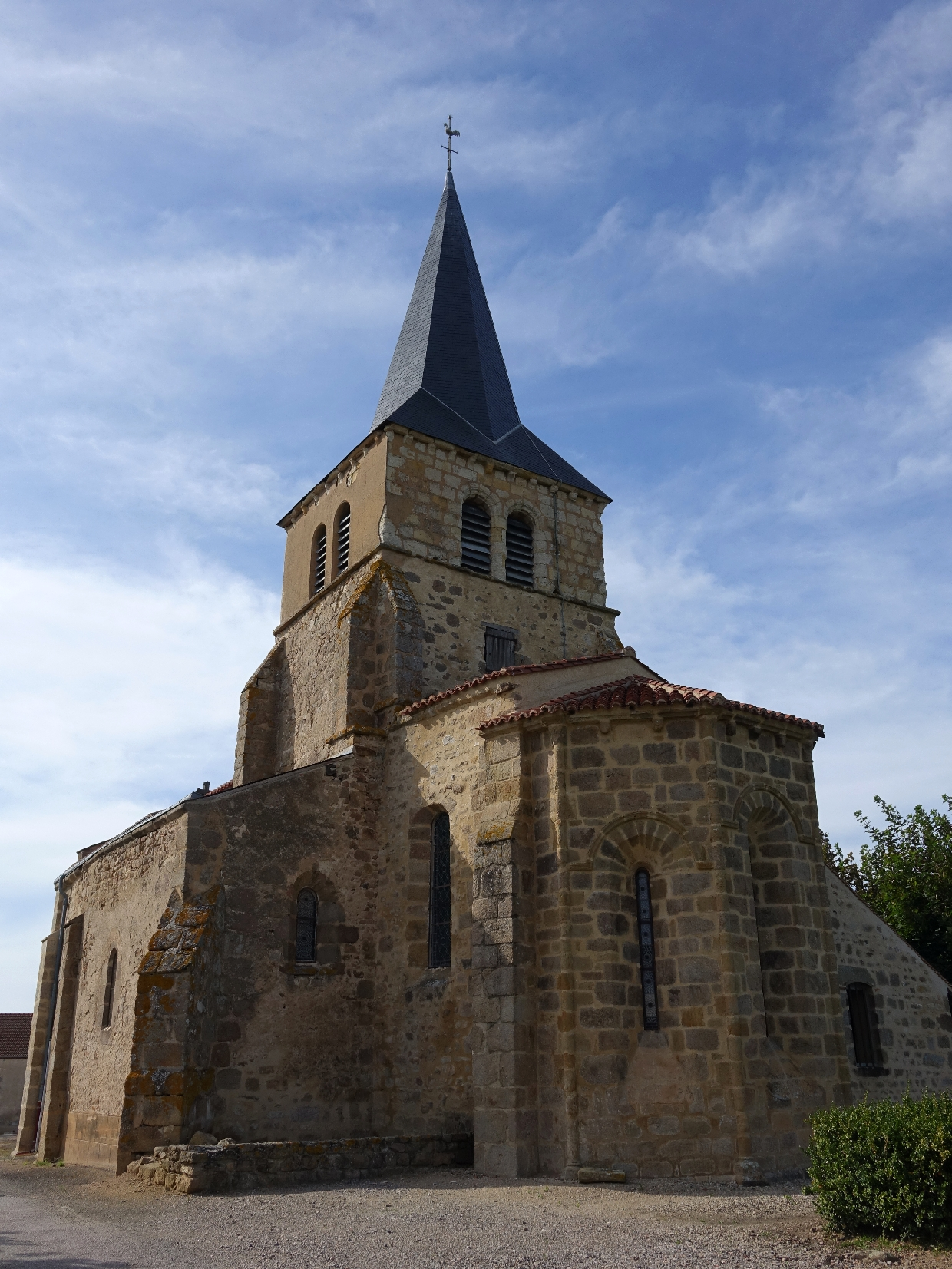
Kirche Saint-Laurent